# Умаев, Залибек Касумович
Залибек Касумович Умаев (род. 25 мая 1980, Уллубийаул, Ленинский (сельский) район, Дагестанская АССР, РСФСР, СССР) — российский военнослужащий. Герой Российской Федерации (2023). Полковник.

## Биография
Является уроженцем селения Уллубийаул (ныне — Карабудахкентский район Дагестана). Отец: Касум Умаев — педагог и директор уллубийаульской средней школы, мать работала в местном совхозе. В 1986 году пошёл в первый класс родной сельской школы, которую в 1997 году окончил с отличием. После окончания школы он поступил в Дагестанский государственный педагогический университет на технолого-экономический факультет, который окончил с красным дипломом. Параллельно Умаев получал военное образование в Каспийске. У него несколько высших военных образований. С 1997 года служит в Вооружённых силах Российской Федерации, сначала был курсантом тюменского филиала Военно-инженерного университета, который окончил в 2002 году. В том же году начал служить в Камышине, командиром инженерно-сапёрной роты 56-й отдельной десантно-штурмовой бригады Воздушно-десантных войск. С 2012 по 2015 годы работал в станице Сторожевой Карачаево-Черкесии, где был начальником инженерной службы 34-й отдельной мотострелковой бригады 49-й общевойсковой армии. В 2014 году принимал участие в возвращение Крыма в Россию. В 2015 году перевёлся в Ростов-на-Дону, где служил в центре территориальных войск Южного военного округа, после чего был назначен начальником инженерной службы 58-я гвардейской общевойсковой армии во Владикавказе.
Участник российского вторжения на Украину. По данным МО РФ, в ходе подготовки к контрнаступлению ВСУ, полковник Умаев организовал установку минных полей. За это был награждён медалью Медаль «Золотая Звезда» Героя Российской Федерации, которую ему вручил первый заместитель министра обороны России Руслан Цаликов 29 декабря 2023 года в центральном военном клиническом госпитале имени А. А. Вишневского. С 2024 года является слушателем в Военной академии Генерального штаба Вооружённых сил Российской Федерации.

## Награды и звания
- Герой Российской Федерации (2023).